# Colotis regina
The Queen Purple Tip, Regal Purple Tip, or Large Violet Tip (Colotis regina)là một loài bướm thuộc họ Pieridae. Nó được tìm thấy ở Afrotropic ecozone.
Sải cánh dài 45–62 mm. The adults fly year-round.
The larva feed on Boscia and Capparis species.

## Hình ảnh

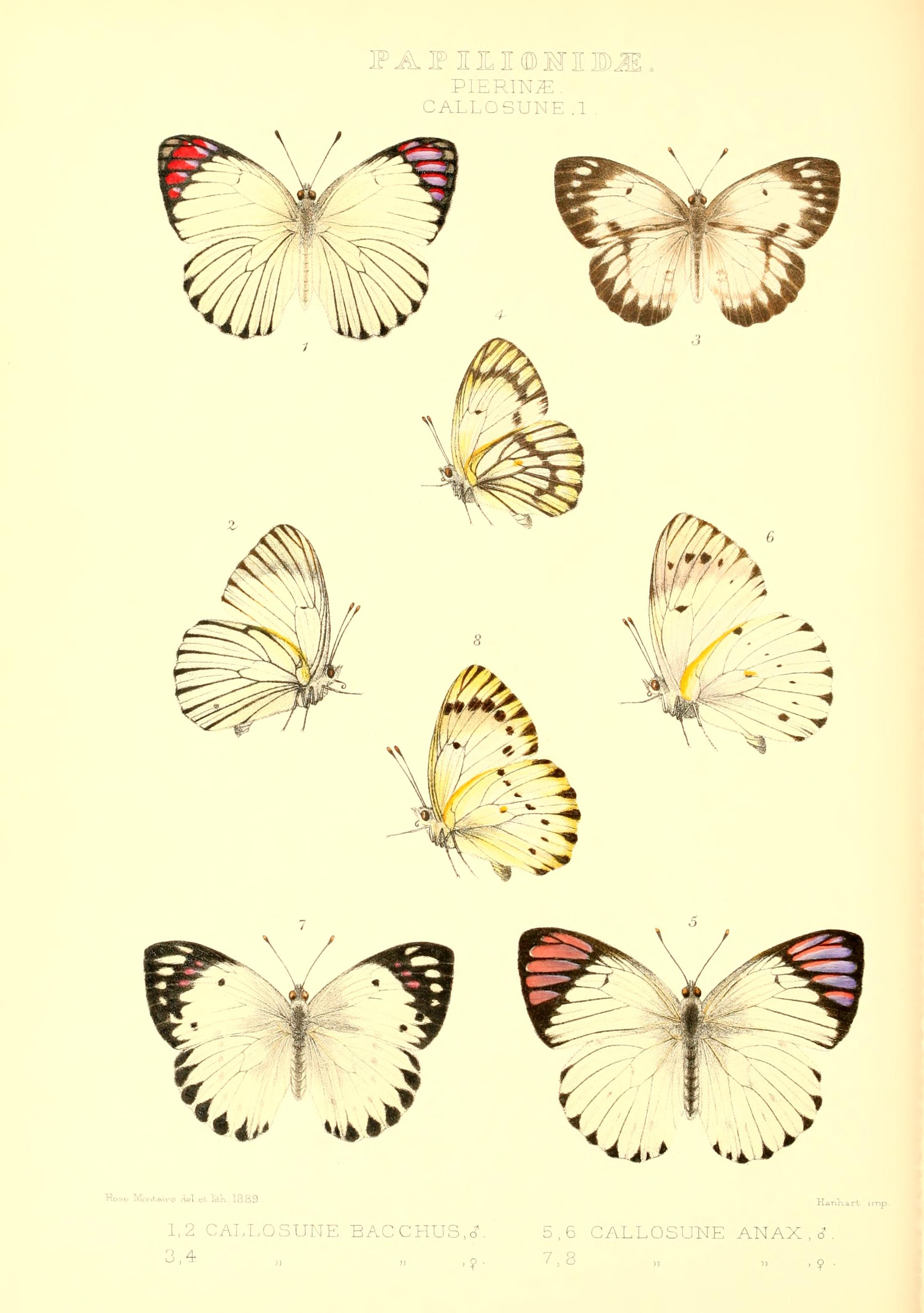